# Platz der Windrose

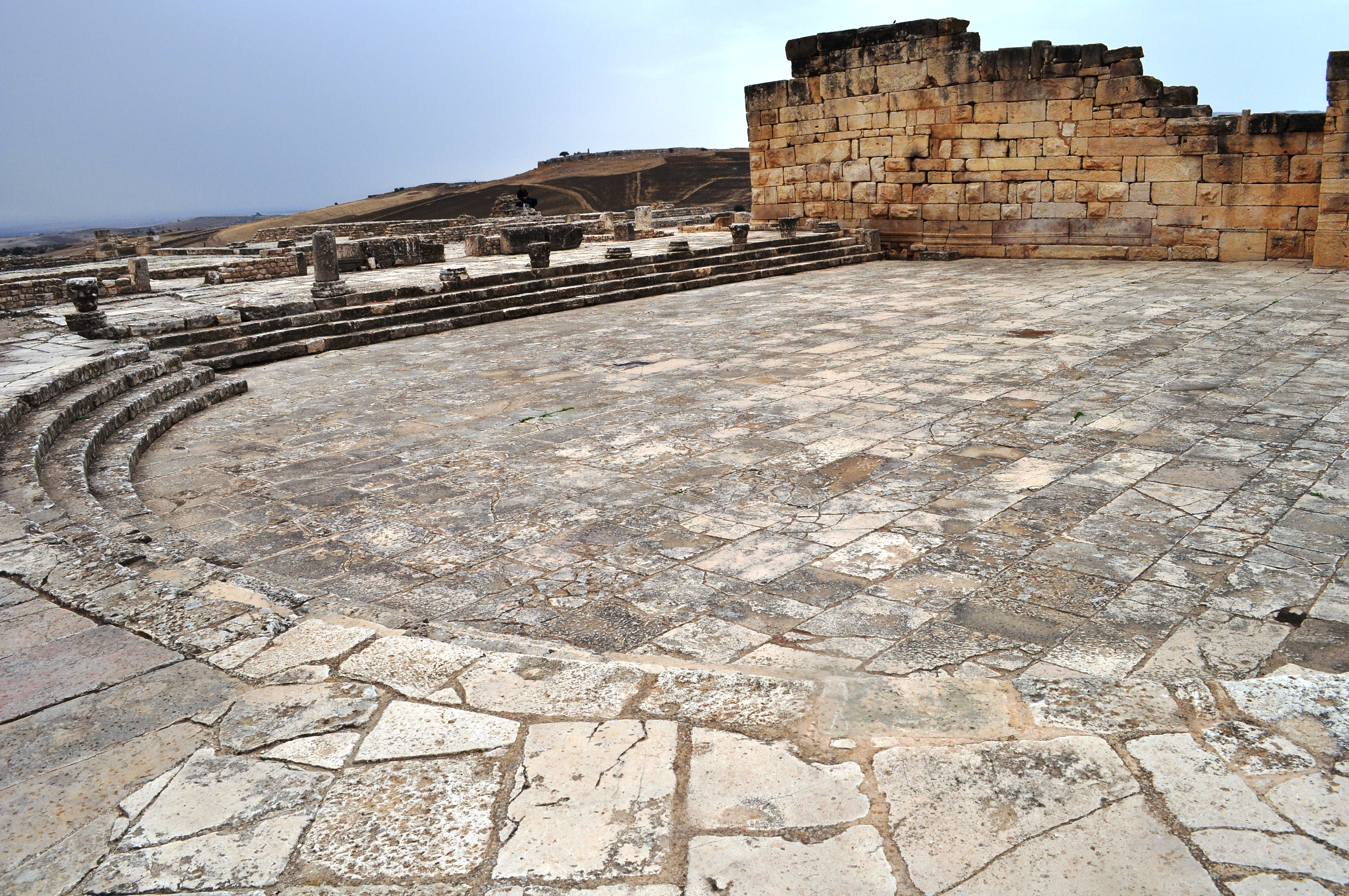
Platz der Windrose in Thugga

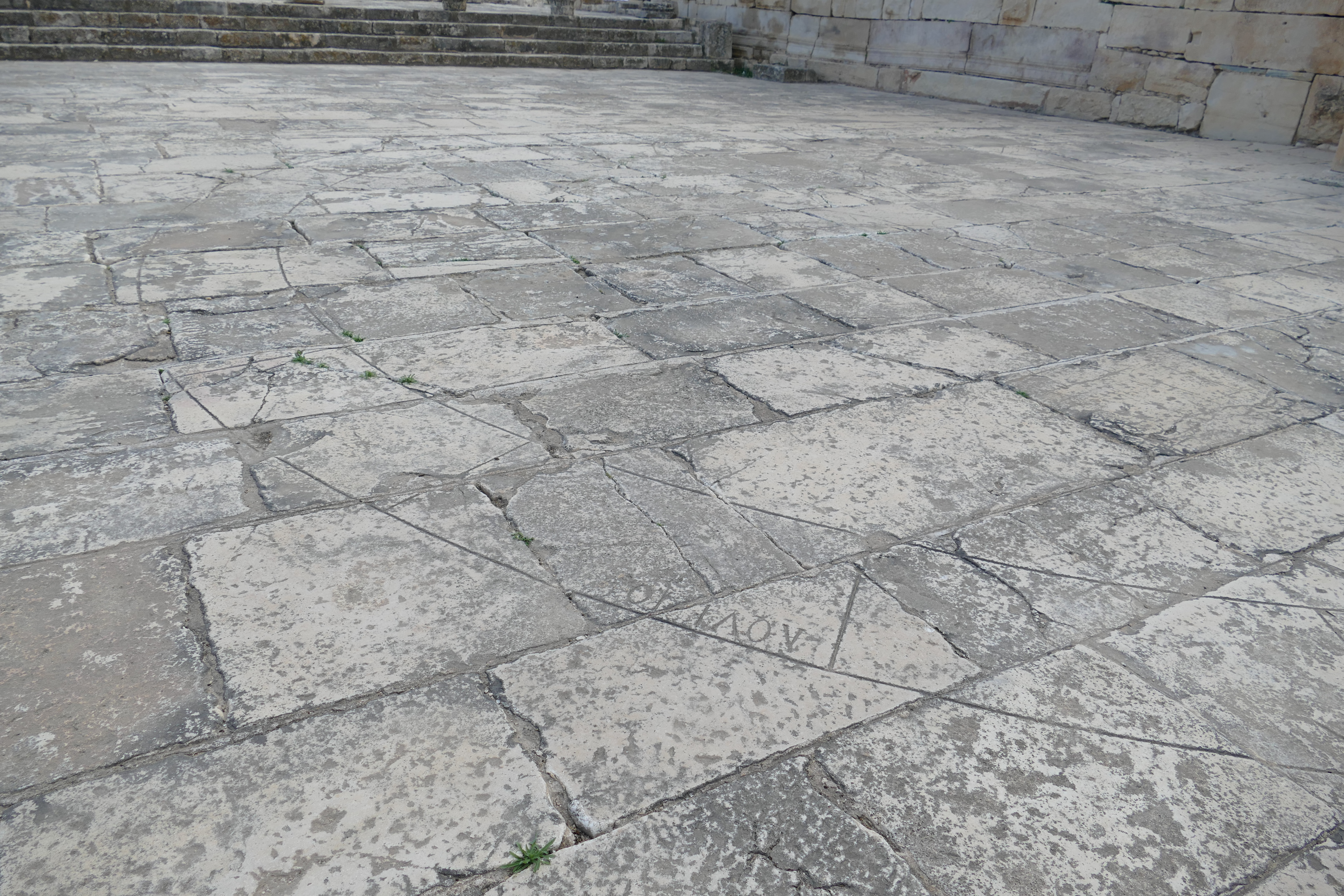
Diese Aufnahme vermittelt einen Eindruck von der Größe der Windrose

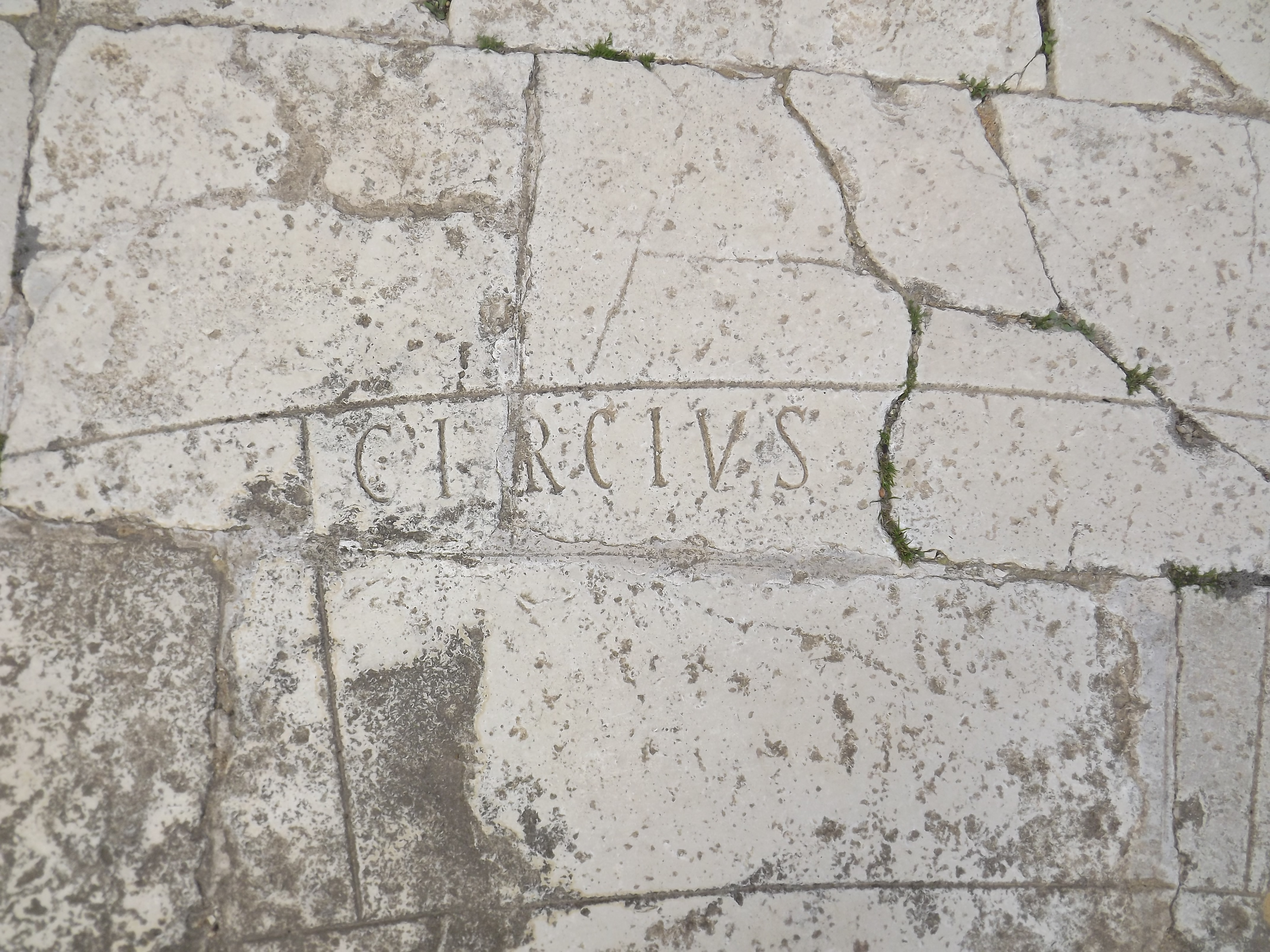
Ein Windname in einem Segment

Der Platz der Windrose ist ein Platz auf dem Forum der antiken Stadt Thugga. Er liegt zwischen dem Marktplatz im Süden und dem Tempel des Merkur im Norden. Der Platz wurde in der Regierungszeit von Commodus angelegt. Er ist heute nach der großen  Windrose benannt, die auf dem Kalksteinboden des Platzes eingeritzt ist. Am Ende des Platzes befand sich eine Rednertribüne.

## Windrose
Die zwölfteilige Windrose stammt aus dem 3. Jahrhundert. Ihr heutiges Erscheinungsbild ist ein kreisförmiges Band, das von zwei konzentrischen Kreisen gebildet wird. Das kreisförmige Band hat einen Durchmesser von knapp acht Metern und ist in 24 Segmente gegliedert. Jedes zweite Segment ist mit einem Windnamen beschriftet. Folgende Winde wurden für die Beschriftung verwendet:
|      | Wind                             | Anmerkungen                                             |
| ---- | -------------------------------- | ------------------------------------------------------- |
| Nord | Septentrio                       |                                                         |
|      | Aquilo                           |                                                         |
|      | Euroaquilo                       |                                                         |
| Ost  | (Inschrift nicht mehr vorhanden) | Die Inschrift lautete wahrscheinlich Vulturnus          |
|      | Eurus                            |                                                         |
|      | Leuconotus                       |                                                         |
| Süd  | Auster                           |                                                         |
|      | Libonotus                        |                                                         |
|      | Africus                          |                                                         |
| West | Faonius                          | Variante des Windnamens Favonius; erhalten ist nur Faon |
|      | Argestes                         |                                                         |
|      | Circius                          |                                                         |